# Григор Витез
Григорије „Григор“ Витез (Косовац, 15. фебруар 1911 — Загреб, 23. новембар 1966) био је српски и хрватски
 пјесник, дјечји писац и преводилац. Писао је поезију за дјецу и одрасле, приче и прозу за дјецу, сликовнице, игроказе.
По националности је био Србин, био је секретар Друштва књижевника Хрватске и члан Управног одбора Матице хрватске.

## Поријекло
По мајчиној страни Витез поријекло вуче из Босне одакле се њена породица — Милосављевићи, доселила у Славонију крајем 17. вијека. По очевој страни вуче поријекло из сјеверне Далмације. Витезов предак који је напустио Далмацију и населио се у околини Окучана носио је почасну титулу витеза па је Витез касније замијенило дотадашње породично презиме Алавања.
Витез се поносио својим српским пореклом и осећањем. У аутобиографској исповести Дјечји писци о себи песник говори о својим српским коренима и граничарској судбини својих предака.
Село у коме сам се 15. фебруара 1911. родио и провео дане дјетињства зове се Косовац... Косовац је мало село, са неких педесетак кућа, али са много националности. Данас је тај национални састав донекле измијењен, а у дане мога дјетињства у Косовцу је било, осим Срба и нешто Хрвата, још доста Чеха, а затим Словака, Пољака, Галицијана, и покоја кућа Мађара, Нијемаца, Талијана и других.— Ахмет Хромаџић, Дечји писци о себи  II, Сарајево, 1969, 32
Сјећам се још тога како је једна књига, чим је рат почео, била сакривена на сјенику у стаји. Мени су рекли да се та књига не смије имати, па се мора добро сакрити. Касније, кад сам већ знао читати и кад је рат био готов и аустроугарска царевина пропала, ја сам видио да је то била књига пјесама Јована Јовановића Змаја, штампана ћирилицом. Осјећао сам велико поштовање према тој књизи, која је била сакривена и која се могла слободно имати и читати тек кад је једне царевине сасвим нестало.— Ахмет Хромаџић, Дечји писци о себи  II, Сарајево, 1969, 34

## Биографија
Пет разреда основне школе похађао је у Окучанима, док је у Новој Градишки завршио Државну реалну гимназију. Након тога, завршио је Државну учитељску школу у Пакрацу. Витез је у гимназијским данима започео биљежити народне пјесме свога краја, већином лирске или епско-лирске, а које се обично пјевају у колу. Иако је створио повећу збирку, она је изгубљена. Сам је почео писати стихове у четвртом разреду гимназије, када је написао своје прве двије пјесме, а у трећем разреду учитељске школе штампана му је прва пјесма под насловом Ведар дан. Од 1933. почиње писати прозу. Исте године, као симпатизер КПЈ, послао је једну новелу за алманах младих напредних писаца Продор из Загреба. Жандармерија је разоткрила штампарију у којој се алманах штампао и уништила је припремљен слог. Године 1939. написао је пјесму Прољеће 1939, која је објављена у сарајевском Прегледу. У партизанима, Витез је поновно записивао народне пјесме са Папука, но једном је приликом прелазећи преко набујале ријеке Суње изгубио капут у којем се налазио блок с његовим пјесмама.
Послије рата обављао је разне дужности. Радио је у Министарству просвјете и као уредник у загребачкој издавачкој кући Младост у којој је покренуо и уређивао библиотеке Вјеверица и Јелен које су биле намијењене дјеци. Прву пјесму за дјецу написао је тек 1945, но дјечје приповјетке је писао и раније. Тек након што је почео излазити лист Радост Витез почиње константно писати пјесме за дјецу. Тако су настале збирке пјесама за дјецу Препелица (1956), Сто вукова (1957), Кад би дрвеће ходало (1959), Једног јутра у гају, избор (1961), Иза брда плава, избор (1961), Хватајте лопова (1964), Гдје приче расту (1965) и Игра се наставља, посмртно (1967). Преводио је дјечју поезију са руског, француског и словеначког језика и приредио избор из стране поезије за дјецу под називом Пјесме четири вјетра (1968).
Са руског је преводио песме Александра Пушкина, Михаила Љермонтова, Бориса Пастернака, Сергеја Јесењина, Владимира Мајаковског, Едуарда Багрицког, Вере Инбер, Алексеја Суркова, Михаила Голодног, Степана Шчипачова, Александра Твардовског и др., а прозу из дела Лава Николајевича Толстоја, Антона Павловича Чехова, Максима Горког и Алексеја Николајевича Толстоја. Из словеначке поезије преводио је Павела Голију, Франа Левстика, Сречка Косовела, Матјажа Клопчича, Алојза Градника, Ценеа Випотника, Тонеа Павчека, Јанеза Менарта и др.
Његово име је присутно у разним и бројним послератним публикацијама као што су књижевни часописи (Република, Хрватско коло, Књижевност, Могућности, Савременик, Бразда, Летопис Матице српске, Литература, Дело, Живот, Ријечка ревија, Стварање и др.), новине (Књижевне новине, Вјесник, Борба, Политика, Српска ријеч, Просвјета, Народни лист, Црвена звезда, Народна армија, Вјесник у сриједу и др.), па антологије, зборници, алманаси и школске читанке- Такође је био неколико година уредник рубрике за децу у месечнику Српског културног друштва „Просвјета“.
Неке његове књиге за децу преведене су у засебним издањима на словеначки, македонски и румунски, а многе појединачне песме на више језика у разним публикацијама.
Када је писац Борислав Пекић припремио антологију дјечије поезије, која је обухватала дјела са територију читаве Југославије, Витез га је критиковао јер је, без обзира на чињеницу да је српска књижевност за дјецу богатија од хрватске, уврстио мали број аутора из СР Хрватске.
Његовом поезијом доминирају једноставне и непосредне лирске слике у традицији поетског израза Добрише Цесарића. Складних и мелодичних стихова у пјесмама духовитих поанти освојио је широки круг читалаца. Објавио је неколико поетских збирки међу којима се истичу: Пјесме, Наоружане руже, Поверење живота и Као лишће и трава.
Каже се да је с великом љубављу неговао и уметност епиграма. Тај књижевни род је у хрватској литератури готово био пресахнуо, а изнова су га оживели Густав Крклец и сâм Витез. За свој књижевни рад добио је Награду града Загреба и Савезну награду „Младо поколење“ за животно дело, а одликован је Орденом републике са сребрним вијенцем и Орденом рада.
Умро је у Загребу, а покопан је у родноме мјесту.
Велик број вртића и основних школа у Хрватској носи његово име.

## Дела
Збирке песама
- Сан бораца у зору (1948)
- Пјесме (1950)
- Наоружане руже (1955)
- Препелица (1956)
- Сто вукова и друге пјесме за дјецу (1957)
- Повјерење животу (1957)
- Кад би дрвеће ходало (1959)
- Као лишће и трава (1960)
- Једног јутра у гају (1961)
- Иза брда плава (1961)
- Хватајте лопова (1964)
- Гдје приче расту (1965)
- Игра се наставља (1967)

Сликовнице
- Медвјед као пудар (1951)
- Два пијетла (1951)
- Тко ће с нама у шумицу (1958)
- Животиње спавају (1958)
- Максимир (1960)
- Огледалце (1965)
- Доживљаји свјетског путника (1967)

Збирке прича
- Бајка о глиненој птици (1964)

## Награда Григор Витез
По Григору Витезу названа је награда која се од 1967. додјељује књижевницима и ликовним умјетницима који живе и дјелују на тлу Хрватске, за њихова ауторска достигнућа у књигама за дјецу, објављеним у једној издавачкој години. Уједно је и најстарија награда такве врсте у Хрватској чији је оснивач Савез друштава Наша дјеца Хрватске.